# Lagune de Marano
Pour le cours d’eau de Saint-Marin et Émilie-Romagne, voir Marano.
La lagune de Marano est une lagune de la mer Adriatique, en Italie du Nord, restée en grande partie naturelle, contrairement à la lagune de Venise.

## Géographie

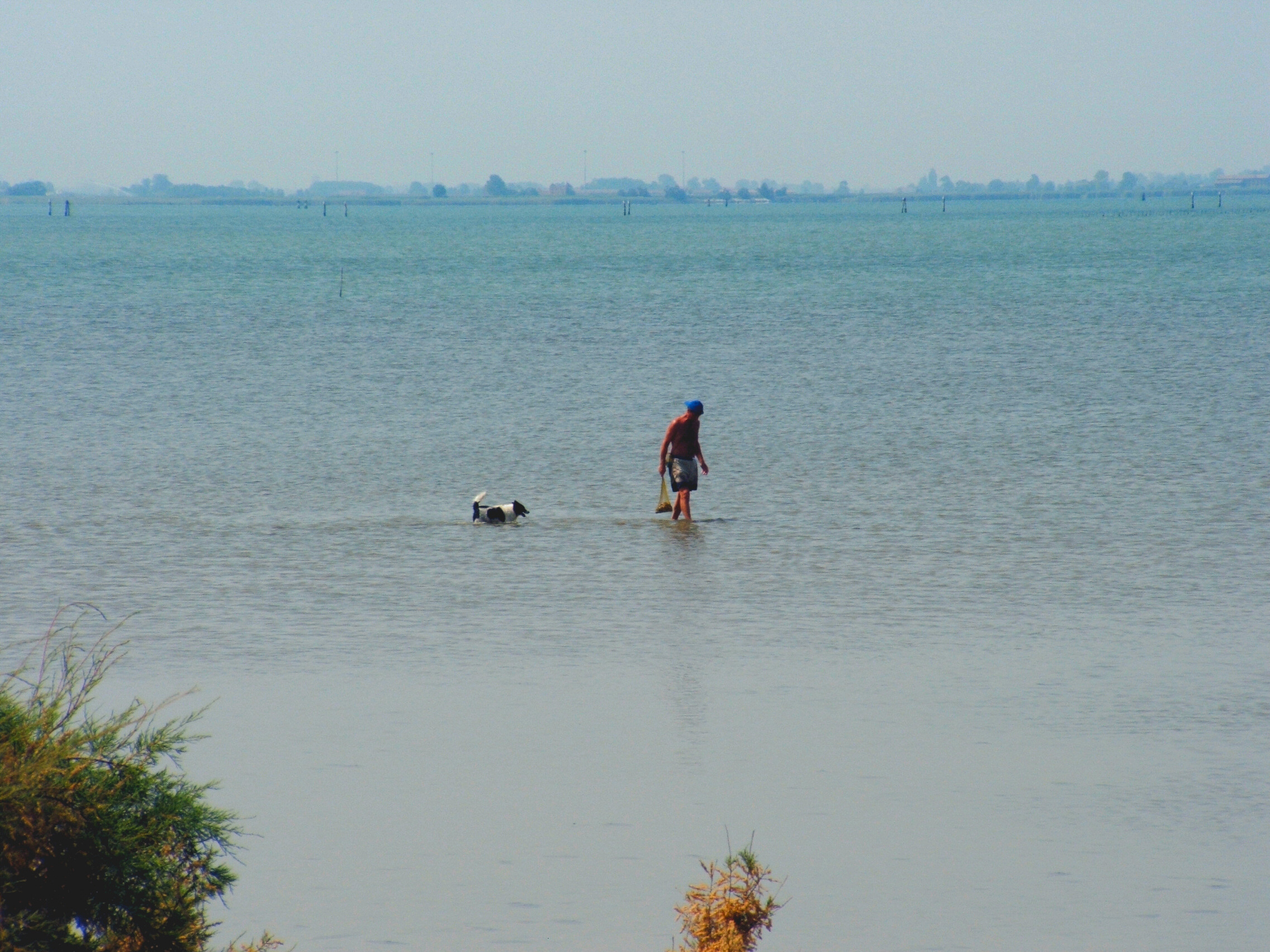
Paysage de la lagune.

La lagune de Marano s'étend entre l'embouchure du Tagliamento à l'ouest et la Porto Buso à l'est, embouchure des fleuves Ausa et Corno. La lagune de Grado s'étend à l'est de cette embouchure.
La lagune s'étend sur trois bassins : Lignano (51,06 km2), San Andrea (22,21 km2) et Buso (20 km2 partagé à moitié avec la lagune de Grado).
Administrativement, la lagune se trouve dans la province d'Udine, en Frioul-Vénétie Julienne.

## Histoire
La lagune de Marano, ses villages de pêcheurs et ses deux villes riveraines, Marano et Grado, ont fait partie de la « Venise maritime ». Par la suite, la lagune a été partagée entre la république de Venise à l'ouest, et le patriarcat d'Aquilée, puis le Saint-Empire romain germanique (domaine habsbourgeois) à l'est.
En 1797, avec le traité de Campo-Formio et la fin de la République de Venise, la lagune de Marano entière fait partie des domaines de la maison de Habsbourg qui, à l'exception du bref intermède napoléonien, en conserve la possession jusqu'en 1866 lorsque l'Italie s'étend sur la partie occidentale.
Dans la seconde moitié du XIXe siècle, l'industrie touristique apparaît autour de la lagune. Un hospice marin pour mineurs est inauguré à Grado en 1873 ; en 1892, les premiers bains publics sont ouverts. Grado devient en quelques années l'une des stations balnéaires les plus célèbres de l'empire austro-hongrois ; de nouveaux hôtels et villas sont construits dans la zone face à la mer tandis qu'en 1910, pour encourager l'afflux de vacanciers, la section ferroviaire de Cervignano est ouverte. La partie orientale de la lagune, qui dépend alors administrativement de Gorizia, est équipée de la digue actuelle avec promenade et port intérieur.
Durant la Première Guerre mondiale, la lagune devient l'une des bases des torpilleurs de la Marine royale (Italie). Le 2e escadron d'hydravions est stationné du 17 janvier 1917 à novembre sur la base d'hydravions de l'île de Gorgo. Au printemps 1917, la 253e Escadron s'y installe et y reste jusqu'au 30 octobre 1917, date à laquelle la lagune est abandonnée par les Italiens à la suite de la bataille de Caporetto où ils sont défaits. À la fin de la Première Guerre mondiale, l'ensemble de la lagune, qui malgré la proximité du front a été largement épargnée par la guerre, est intégrée à l'Italie.